# Bastorfs fyr

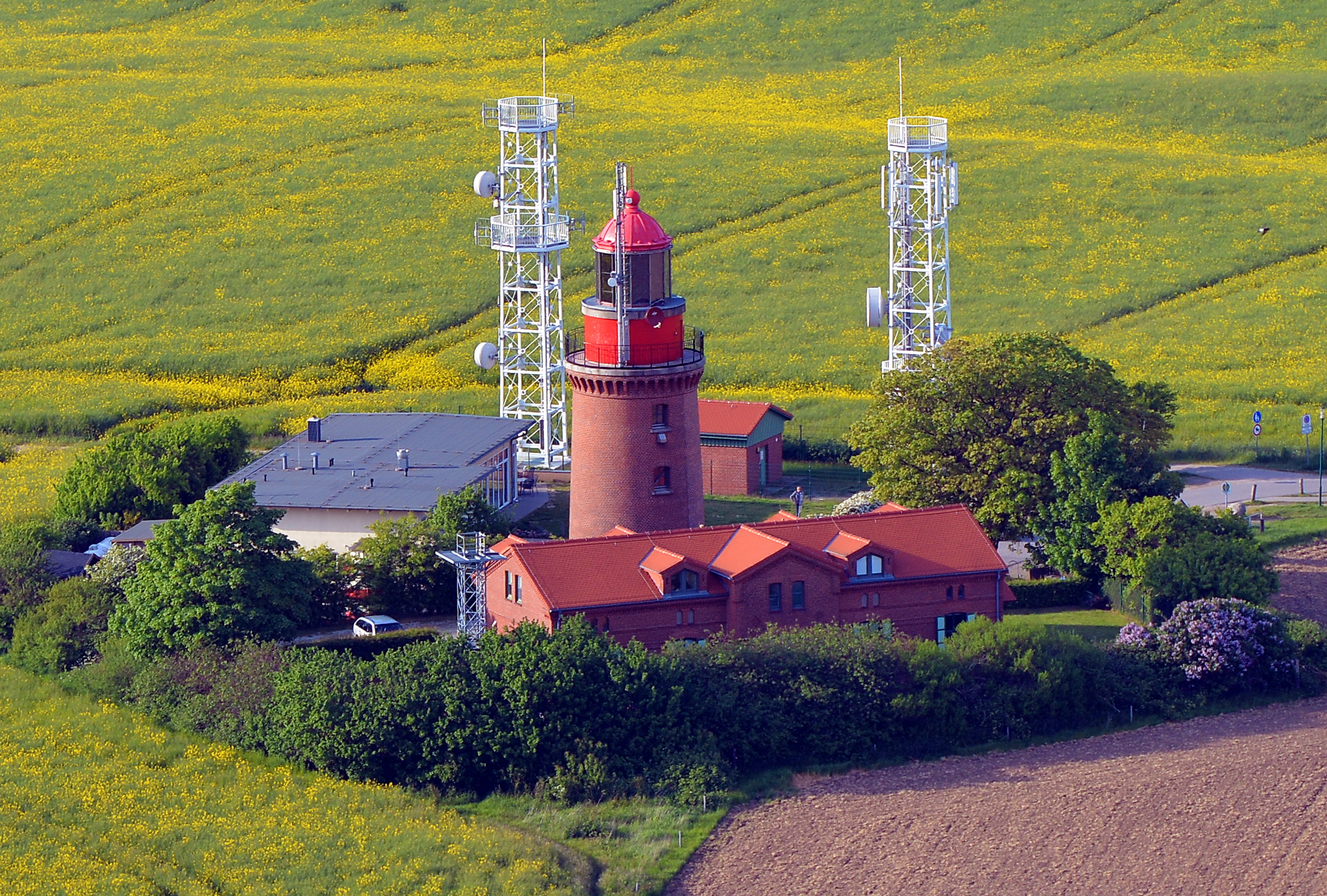
Leuchtturm Bastorf, juni 2015.

Bastorfs fyr, (Leuchtturm Bastorf eller Leuchtturm Buk) är en fyr vid Mecklenburgbukten i Mecklenburg-Vorpommern vid tyska östersjökusten. Fyren har sitt namn efter kommunen Bastorf och är en av de minsta men samtidigt en av de topografisk högst belägna i Tyskland. Tornet invigdes 1878 och är ett byggnadsminne (Baudenkmal).

## Beskrivning

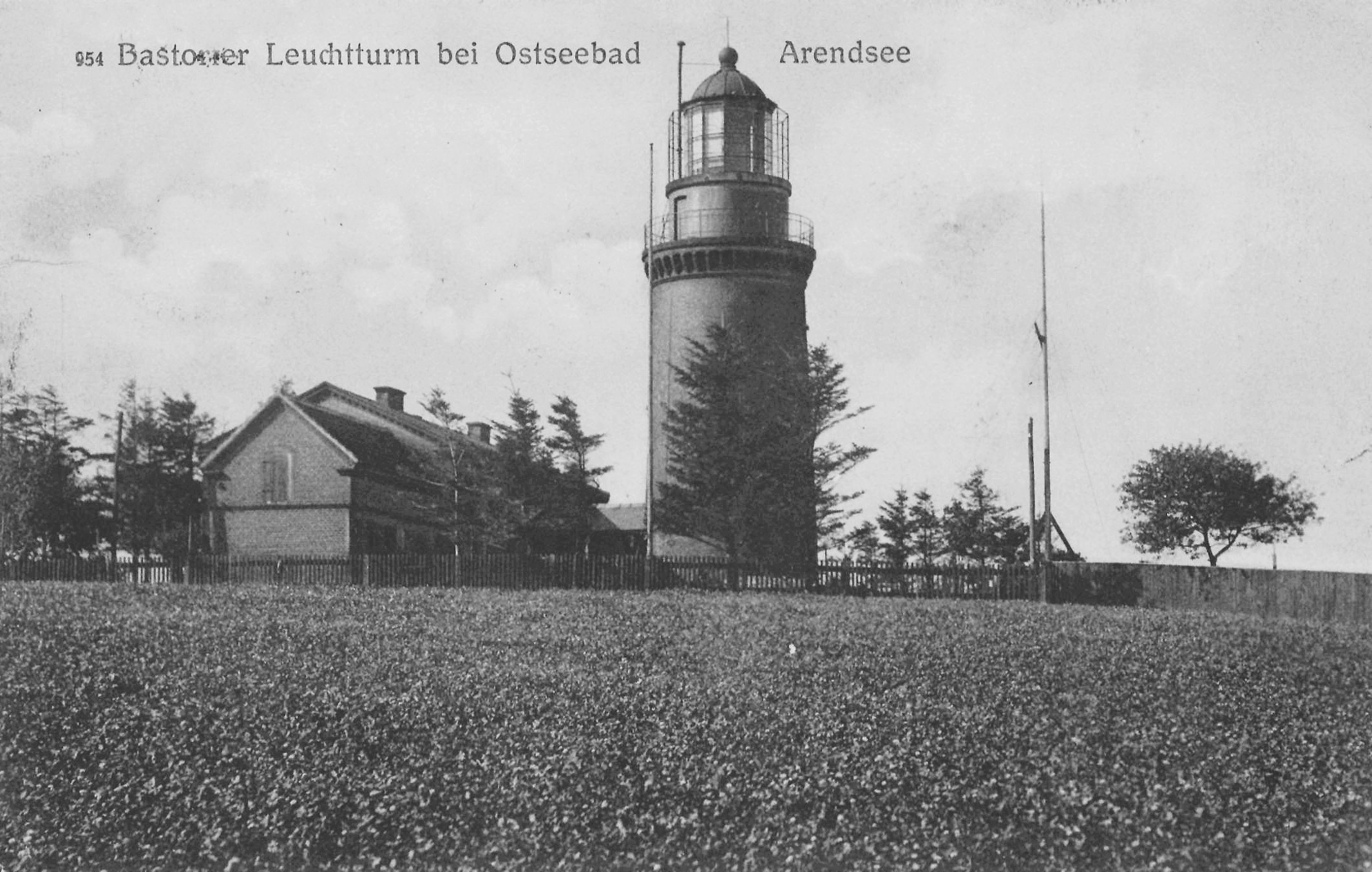
Leuchtturm Bastorf, vykort 1913.

Redan 1824 föddes tanken att låta uppföra en fyr nära Bastorf. Anledningen var bland annat att varna för sandbänkarna i Wismarbukten, som förde till många strandningar och fartygshaverier. Det dröjde dock till 1876 innan bygget fick klartecken av den tyska riksregeringen. Fyren restes mellan 1876 till 1878 på en mindre kulle på 78,8 meter över havet. Intill anordnades ett bostadshus för fyrvaktaren. 
Själva tornet har en höjd av 20,8 meter och ljusöppningens höjd ligger därmed 95,3 meter över havet vilket är Tysklands näst högsta och slås bara av den moderna anläggningen på Hotel Maritim i Travemünde (se Travemündes gamla fyr). Bygget består av ett runt torn i rött tegel som avslutas med en utsiktsplattform vilken nås via 55 trappsteg. Den övre delen med belysningsanläggningen tillverkades av plåt. Kupolen var ursprungligen svartmålad, idag röd. Vid invigningen nådde fyren 18 nautiska mil ut i Östersjön. Till en början alstrades ljuset av en fotogenlampa som 1912 byttes ut mot elektriskt ljus. Som reserv- och nödbelysning vid exempelvis strömbortfall tjänade en gasdriven lampa. Idag utgörs ljuskällan av en 400 watt metallhalogenlampa som når 25,5 nautiska mil. 
Fram till 1960-talet var Bastorfs fyr ett omtyckt utflyktsmål. Det ändrades i och med bygget av Berlinmuren 1961 och fyren blev ett militärt skyddsobjekt. Mellan 1878 och 1973 sköttes driften av två fyrvaktare, därefter av en. 1979 automatiserades driften. Efter Tysklands återförening renoverades tornet och tornets teknik. Arbetet utfördes i samråd med kulturskyddande myndigheter och avslutades 1999 med restaureringen av bostadshuset. Sedan år 2000 drivs anläggningen av Wasser- und Schifffahrtsamt (WSA) i Lübeck. Anläggningen är i regel tillgänglig för allmänheten året runt.

## Bilder

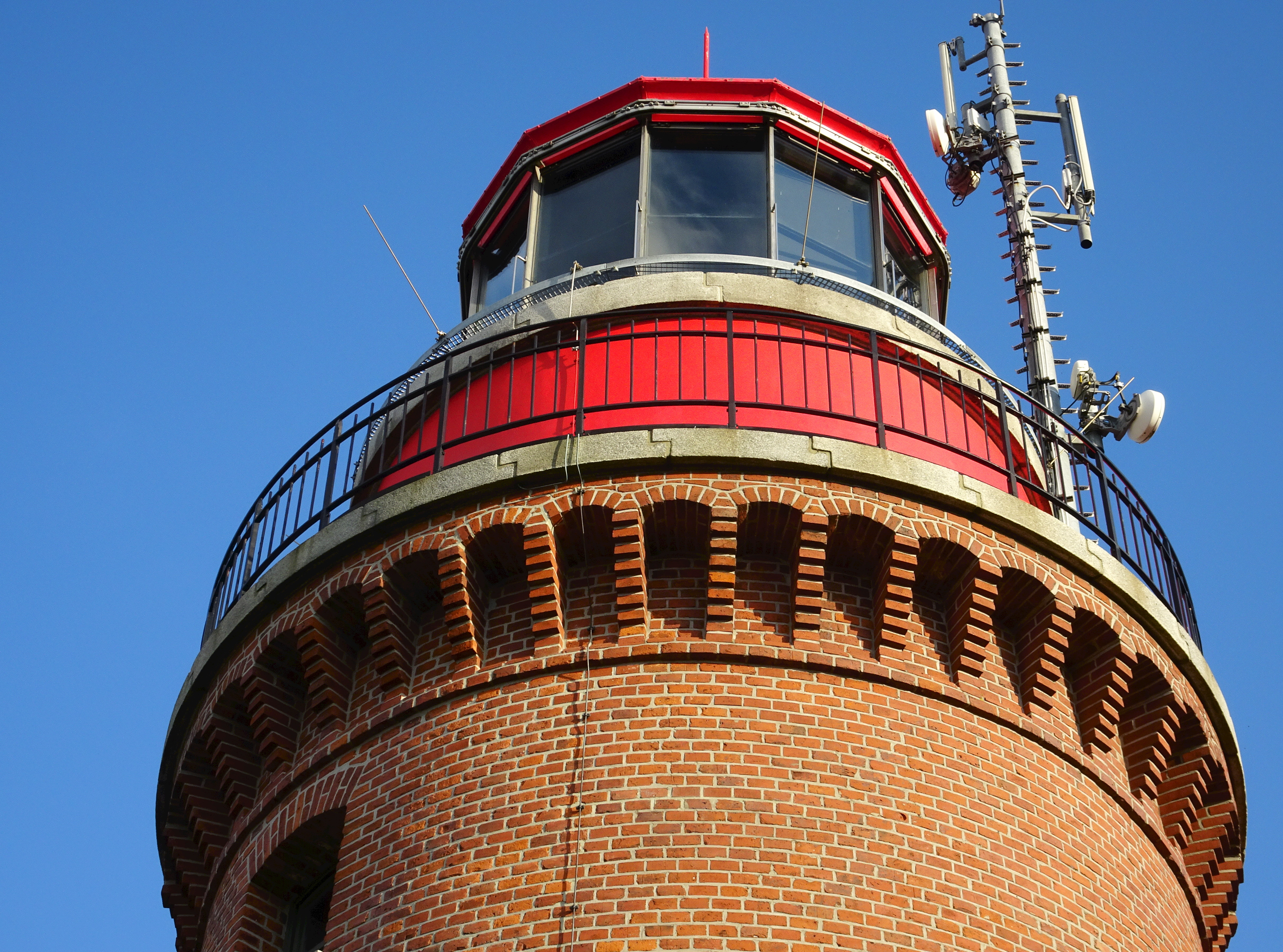
Tornet, utsiktsplattformen och lanternan.
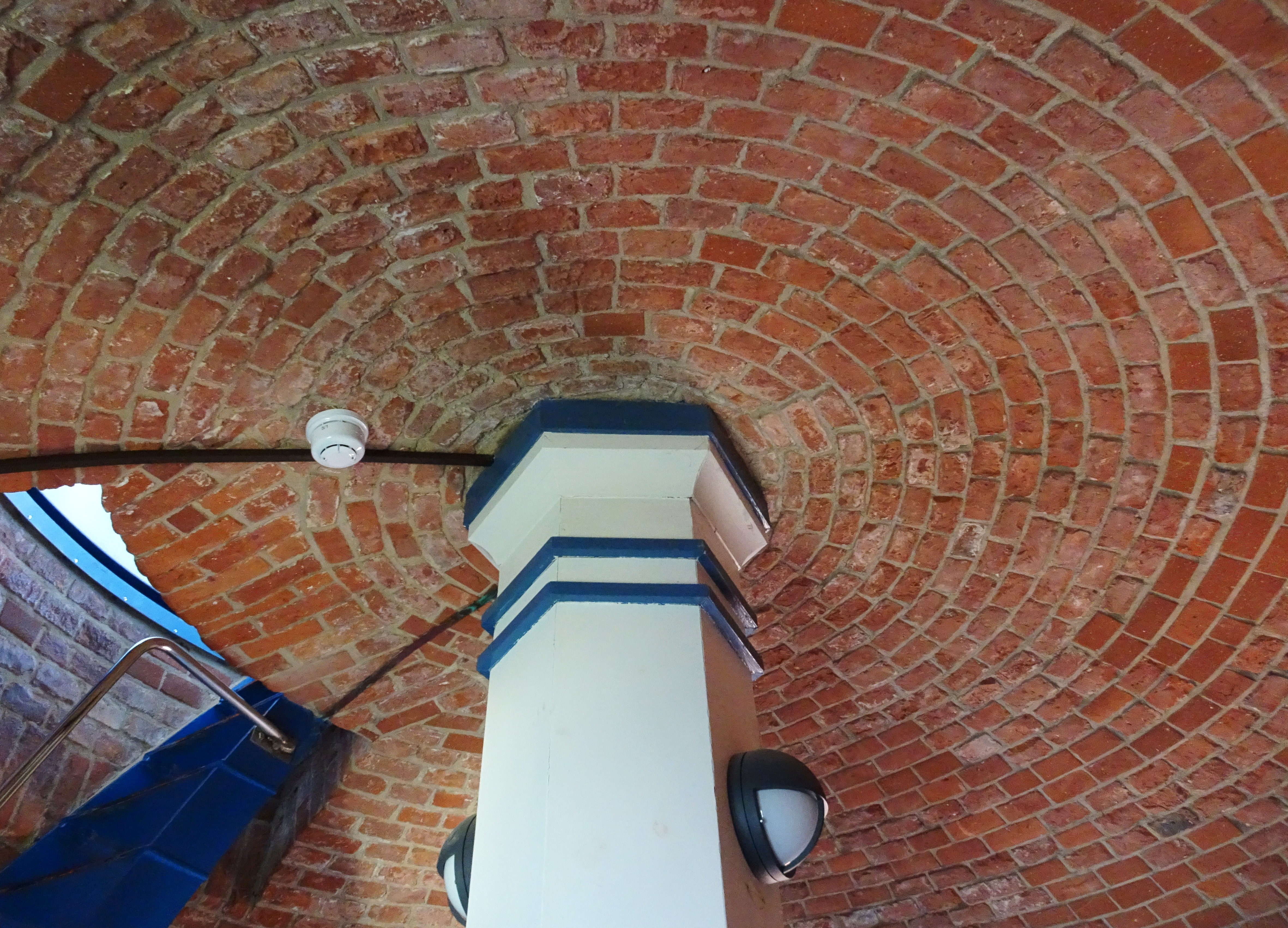
Valvet under plattformen.
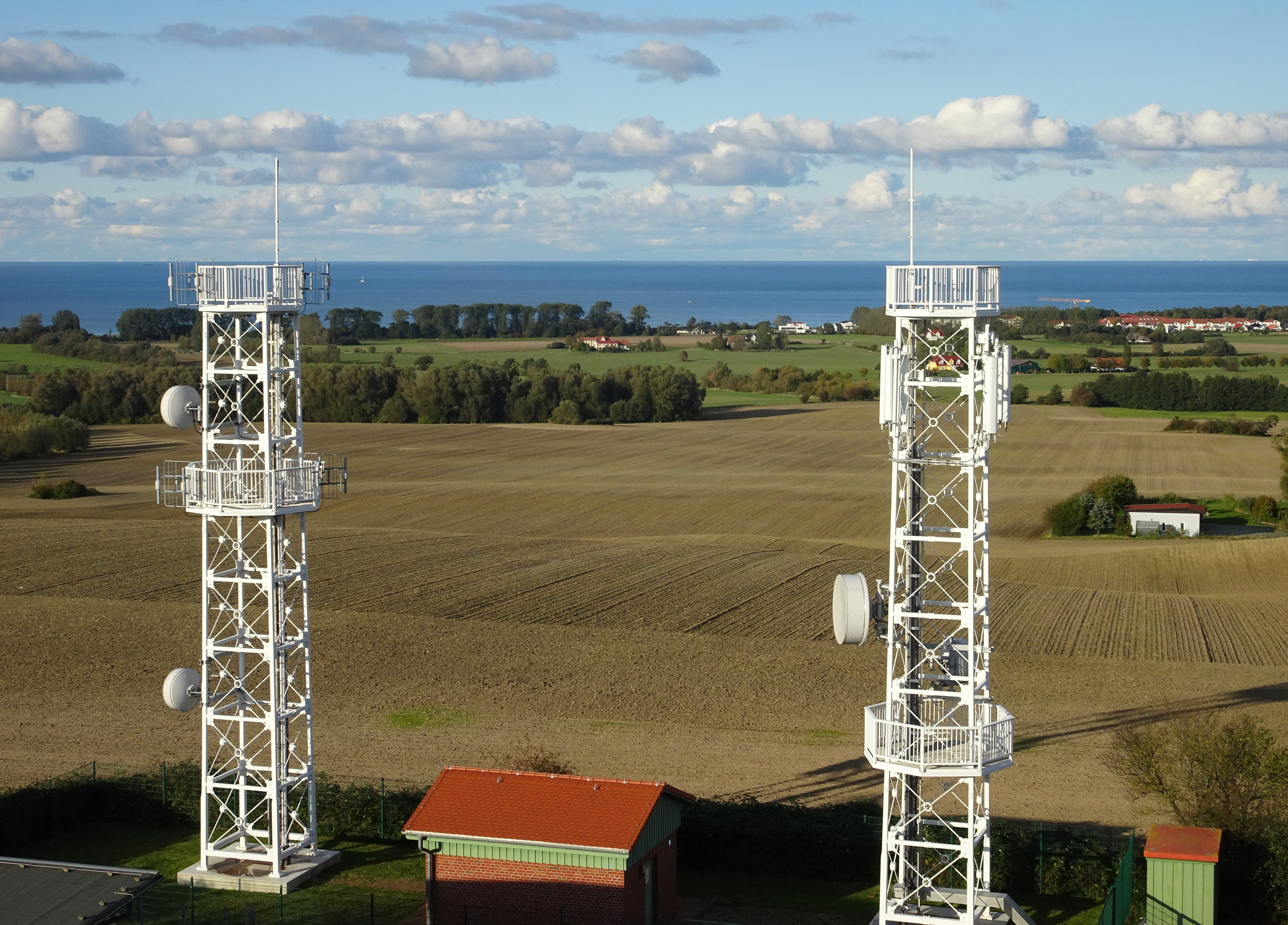
Utsikt från tornet.
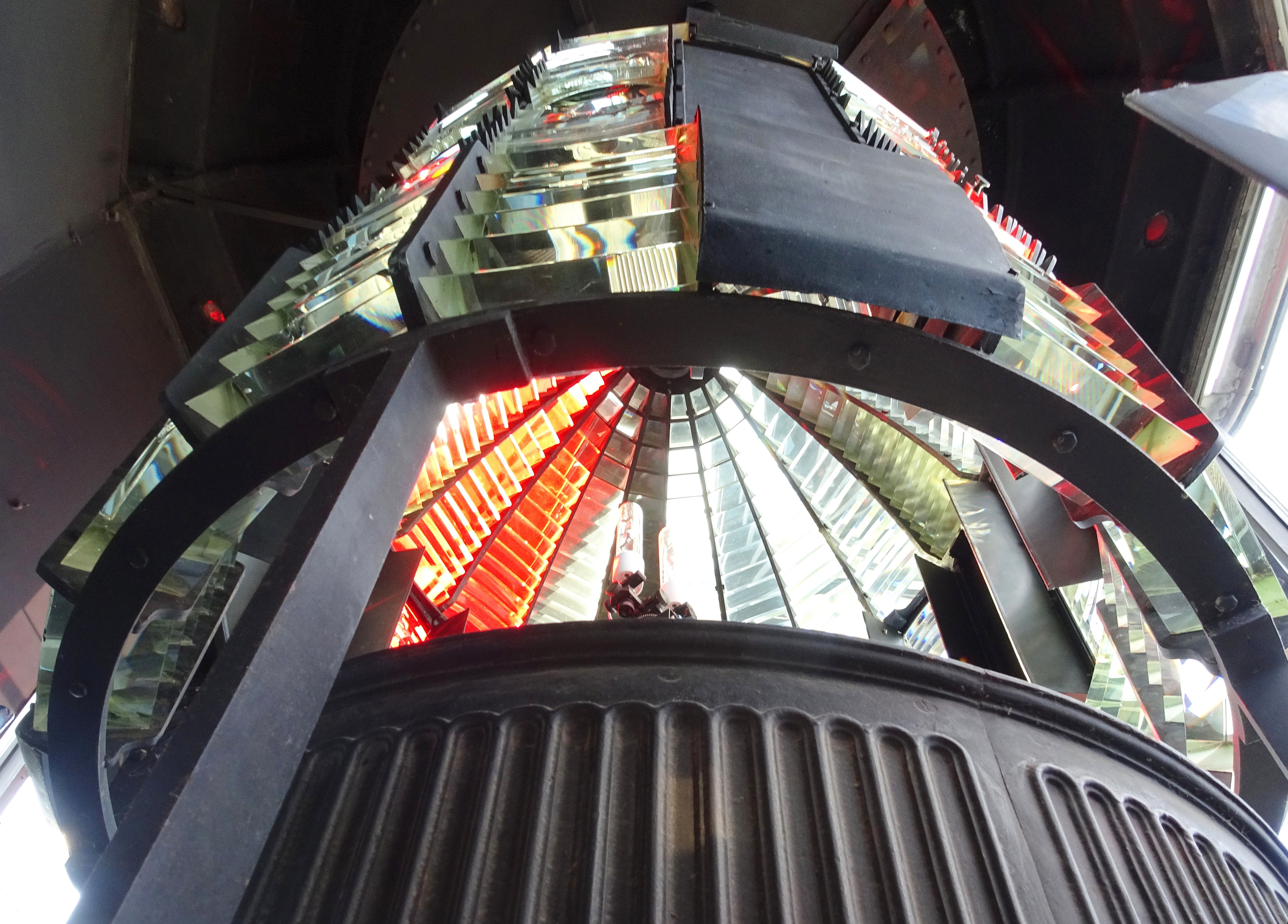
Ljusanläggningen.